# Sugar Chile Robinson
Frankie 'Sugar Chile' Robinson, geboren als Frank Isaac Robinson (Detroit (Michigan), 28 december 1938), is een Amerikaanse blues- en boogiewoogiepianist en -zanger.

## Biografie
Robinsons vader Clarence was vrachtwagenchauffeur, zijn moeder Elizabeth overleed rond 1943. Hij begon als peuter piano te spelen en werd op driejarige leeftijd ontdekt in een talentenjacht in het Paradise Theatre in Detroit. In 1945 verscheen hij in dit theater met Lionel Hampton, ook met het Frankie Carle Orchestra, ook in radioshows met Hampton en Harry "The Hipster" Gibson en in de Hollywood-film No Leave, No Love (1946, geregisseerd door Charles Martin) naast Van Johnson, Pat Kirkwood en Keenan Wynn. In 1945, slechts zes jaar oud, verdiende hij $10.000 per week. Het tijdschrift Life wijdde in november 1945 een rapport aan het "negerwonder" Sugar Child.
In 1946 trad hij op in het Witte Huis voor de Amerikaanse president Harry S. Truman met het lied Caldonia, dat destijds populair was bij Louis Jordan. Tijdens de voorstelling riep de zevenjarige 'How’m I Doin', mr President?', wat een soort slogan voor hem werd. In 1947 werd een documentaire gemaakt over Sugar Chile, waarin hij de titels Sugar Chile Boogie, Hen House Door, Robinson Boogie en Tuxedo Junction speelde. In 1948 stapte hij over van de Music Corporation of America naar manager Joe Glaser. In 1949 maakte hij opnamen voor Capitol Records en anderen o.a. met Jimmy Richardson en Zutty Singleton, na het verkrijgen van een vrijstelling van lidmaatschap van de American Federation of Musicians. Met Numbers Boogie (#4) en Fleecie Moores Caldonia van Vernon White haalde hij de Billboard r&b-hitlijsten. Andere titels van Robinson waren After School Blues, The Bases Were Loaded, Green Grass Grows All Around, Vooey Vooey Vay, Rudolph the Red Nosed Reindeer en Christmas Boogie.
In West-Duitsland publiceerde Telefunken in 1951/1952 Robinsons 78" After School Blues/Numbers Boogie (Sugar Chile Robinson met zijn ritmisten), evenals Bouncin' Ball Boogie en Go Boy Go. In 1950 trad hij op met Count Basie en werkte hij mee aan de korte film 'Sugar Chile' Robinson, Billie Holiday, Count Basie and His Sextet. Hij verscheen ook in de televisiefilm The Star-Spangled Revue (geregisseerd door Max Liebman) en verscheen in tv-shows zoals The Colgate Comedy Hour en Texaco Star Theatre met in de hoofdrol Milton Berle. In 1952 ging hij op een tournee van tien weken in het Verenigd Koninkrijk, o.a. met een optreden in het London Palladium. Op het gebied van jazz was hij tussen 1946 en 1952 betrokken bij acht opnamesessies. In 1952 beëindigde hij zijn opname-activiteiten en besloot hij zijn schoolopleiding voort te zetten.
Tot 1956 trad hij meerdere keren op als jazzmuzikant, onder zijn echte naam Frank Robinson speelde hij bij Gerry Mulligan, voordat hij zijn muziekcarrière volledig opgaf. Hij studeerde geschiedenis aan het Olivet College en psychologie aan het Detroit Institute of Technology. In de jaren 1960 werkte hij voor de televisiezender WGPR-TV, leidde hij platenlabels in Detroit en opende hij een opnamestudio. In latere jaren maakte hij een comeback-poging met de steun van de American Music Research Foundation. In 2002 trad hij op tijdens een concert in Detroit, in 2007 op een Brits rock-'n-roll-festival. In 2013 was hij te gast in de Dr Boogie Show.

## Discografie
- Blues & Rhythm Series: The Chronological Sugar Chile Robinson 1949-1952 (Classics)
- Junior Jump (Charly Records, ed. 1986)